# Protokół bogumiński
Protokół bogumiński (oficjalnie "Protokół w sprawie przestrzegania zasad przy zabudowie odrzańskiego nurtu", niem. Protokoll über die beim Ausbaue des Oderstroms zu befolgenden Grundsätze) – pruski akt prawny o charakterze państwowym systematyzujący sprawy kompleksowej regulacji rzeki Odry, sporządzony w Boguminie 7 lipca 1819. 
Podpisanie tego dokumentu uznawane jest za początek procesu programowej rozbudowy Nadodrza. Działania te systematycznie prowadzone, trwały etapami do chwili rozpoczęcia drugiej wojny światowej. Aktywność związana z transportem wodnym Odrzańską Drogą Wodną i ochroną przeciwpowodziową prezentowały nowe podejście władz do problemów regulacji rzeki.

## Geneza
Do podpisania protokołu w 1819 r. kilkakrotnie dokonywano objazdów Odry, m.in. w 1751 i 1802 r., jednak mimo wielu zauważonych wówczas uchybień inne były cele i dokładność prowadzonych kontroli. Objazdy, które miały miejsce 6 stycznia 1818 i 3 stycznia 1819 r. przeprowadzone zostały z inicjatywy Ministerstwa Handlu, Przemysłu i Robót Publicznych, a ich zamierzeniem było np. sprawdzenie koryta rzeki pod względem długości i szerokości. Zapoznano się ze stanem rzeki i skalą koniecznych inwestycji. Stwierdzono, że Odra poprzez dokonywane przekopy jest rzeką mocno skróconą. Jej szerokość jest nierówna, a brzegi zaniedbane.
Problemem był reżim rzeczny Odry – częste, gwałtowne zmiany poziomu wody, od powodzi po susze. Jedynym sposobem zmiany tego stanu rzeczy było dokonanie kompleksowej regulacji rzeki. W wyniku wykonania przekopów z pierwotnej długości 1020 km skrócono rzekę do obecnych 860 km. Na przykład, od Krapkowic do ujścia Nysy Kłodzkiej skrócono bieg rzeki o 14,7%, poniżej ujścia Warty skrócono o 24% itd. Już w roku 1880 zauważono, że przekopy przeciwpowodziowe skracające bieg rzeki mają w perspektywie bardzo niekorzystny wpływ, gdyż m.in. powodują szybszy spływ wód w dół rzeki, gdzie następuje jej nagromadzenie i wylewy na tereny przyległe, ale na początku XIX wieku prezentowano stanowisko, iż ujarzmienie sił natury jest korzystne i możliwe.
Innym z takich działań przewidywanym w Protokole bogumińskim było budowanie ostróg. Ostrogi na spławnym odcinku Odry budowano już w XVIII wieku. Poprzez budowę ostróg, umacnianie brzegów i umocnienie naniesionych sedymentów (również poprzez ich obsadzanie) osiągnięto tzw. regulację wód średnich. W roku 1885 przejściowo zakończono te prace. Zbudowano około 10 000 ostróg. Celem ich było osiągnięcie głębokości 1,0 m przy średniej wodzie niskiej, które miały przystosowywać rzekę do warunków przewozowych i zwiększyć ruch żeglugowy.
Przez niecałe pięćdziesiąt lat II Rzeszy (1871–1918) dokonano przeskoku cywilizacyjnego zagospodarowując i rozbudowując infrastrukturę wodną i hydrotechniczną. Rzeka wykorzystywana w średniowieczu głównie do spławiania drewna w najlepszym razie była w XVII wieku drogą do transportu zboża na statkach 50-tonowych. Po przebudowie na początku XX wieku stała się arterią komunikacyjną, która stawiała ją na czwartym miejscu w Cesarstwie Niemieckim pod względem transportowanych ładunków, a port w Koźlu był jednym z najnowocześniejszych w Europie.

## Wartość historyczna
Spośród innych dokumentów wodnoprawnych tego okresu protokół bogumiński wyróżniają następujące cechy: 
- po pierwsze Odra widziana była jako źródło potencjalnego dochodu w postaci podatków, opłat rzecznych, portowych i transportowych oraz w zjednoczonych już Prusach jako dobra arteria komunikacyjna o znaczeniu militarnym,
- po drugie państwo zapewniało o gotowości przejęcia kosztownych obowiązków regulacji i zarządu rzeki w swoim imieniu (po raz pierwszy na tak dużą skalę).
- szczególne znaczenie w protokole z 1819 r. miało postanowienie, że wszelkie budowle regulacyjne, zatem również wykonane jako zabezpieczenie brzegów prywatnych, obciążać powinny jedynie państwo; zapewniono przez to jednolitość w sposobie zabudowy rzeki, a nade wszystko środki finansowe dla przeprowadzenia robót koniecznych.